# 9e division d'infanterie (Vietnam du Sud)
Pour les articles homonymes, voir 9e division d'infanterie.
La 9e division d'infanterie (en vietnamien: Sư đoàn 9 Bộ Binh - en anglais: 9th Division (South Vietnam)) de l'Armée de terre de la république du Viêt Nam  - l'armée de terre de l'État-nation du Sud-Viêt Nam qui a existé de 1955 à 1975 - faisait partie du 4e corps d'armée qui supervisait la région la plus méridionale du Sud-Vietnam, le delta du Mékong. La 9e division d'infanterie était basée à Sa Dec de 1963 à 1972 et à Vinh Long de 1972 à 1975 tout au long de la guerre.

## Histoire
En mars 1961, la division nouvellement formée entame un programme d'entraînement de 22 semaines:34. 
Le premier commandant de la 9e division d'infanterie fut le colonel Bui Dzinh (1961-1963). La zone d’opération initiale s’étendait de 1961 à 1962 au centre du Vietnam.  En septembre 1963, il s'installe tactiquement dans le delta du Mékong et est basée leur quartier général à Sa Dec.
À la fin de l'année 1965, les conseillers américains de la division considèrent le commandant de la division, le colonel Lam Quang Thi, comme "juste" mais manquant "d'assurance et d'agressivité". La division avait subi plus de 1 800 désertions au cours des six derniers mois de l'année et le moral était au plus bas:116.
Du 15 au 19 novembre 1967, la division participe à l'opération Kien Giang 9-1 avec la 7e division de l'Armée de terre de la république du Viêt Nam (Army of the Republic of Vietnam - ARVN), le 5e bataillon de Marines et la Force mobile fluviale (Force Mobile Riverine - FMR) des États-Unis contre la base 470 du 263e bataillon du Viêt-cong (VC) dans l'ouest de la province de Định Tường. L'opération rend le 263e bataillon inefficace au combat:130–5. 
En janvier 1970, John Paul Vann, à la demande de l'ambassadeur Ellsworth Bunker, produit ses propres évaluations des commandants du 4e corps d'armée, qui diffèrent sensiblement des jugements officiels du Commandement pour l'Assistance Militaire au Vietnam (Military Assistance Command, Vietnam - MACV). Vann recommande la relève des trois commandants de division et du commandant de la zone spéciale, mais seul le commandant de la 7e division est remplacé:366. 
En 1970, le commandant du 4e corps d'armée Nguyễn Viết Thanh retire la division de ses missions de sécurité de zone et commence à l'utiliser comme force de réaction du corps:407. 
En 1971, la division se concentre sur la destruction de l'Armée populaire du Viêt Nam (People's Army of Vietnam - PAVN) et de la base 400 de VC dans la région de That Son (Sept Montagnes):141.
À la fin de l'année 1972, la division était responsable des provinces de Sa Đéc, Vĩnh Long, Vĩnh Bình et Kien Hoa. La division n'était opposée qu'à un seul régiment de force principale, le D3, sous le commandement de la 3e région militaire des VC. L'un des deux seuls régiments de force principale au Sud-Vietnam encore considéré comme majoritairement VC, le régiment D3 opérait probablement dans le sud-est de Vĩnh Long.
Pendant la bataille d'An Lộc, le 15 mai 1972, une force opérationnelle du 15e régiment qui a été redéployé du delta du Mékong pour renforcer les forces de l'ARVN et le 9e escadron de cavalerie blindée, de la 21e division se déplace vers le nord, à l'est de la route 13 en contournant le barrage routier du 209e régiment de la 7e division de l'Armée populaire du Vietnam (PAVN) à Tau O (11° 30′ 50″ N, 106° 36′ 50″ E) pour établir une base d'appui-feu à Tan Khai (11° 33′ 00″ N, 106° 36′ 58″ E) à 10 km au sud d'An Lộc. Le 20 mai, le 141e régiment PAVN attaqua la base de Tan Khai et continua à attaquer sans succès pendant 3 jours contre une défense déterminée avant de se retirer:133.
Le 15e régiment et la 21e division étant engagés à An Lộc, le reste de la division, la 7e division et les forces régionales (Regional Force - RF) et populaires (Popular Force - PF) doivent se défendre contre l'offensive de Pâques de la PAVN/VC dans le sud du Cambodge et le delta du Mékong. Ces forces ont empêché les PAVN/VC d'atteindre leurs objectifs dans le delta:146–53.
En mars 1973, lors de la bataille de Hồng Ngự, les PAVN ont concentré les 174e et 207e régiments de la 6e division, le 272e régiment (détaché de la 9e division) et des éléments du 75e groupe d'artillerie dans la zone de base 704, dans la province de Prey Veng, au Cambodge, au nord-ouest de Hồng Ngự. Avec le 207e en tête, soutenu par l'artillerie, les PAVN attaquent depuis la base 704 en direction de Hồng Ngự pour tenter de couper les convois de ravitaillement sud-vietnamiens qui remontent le Mékong jusqu'au Cambodge. Non seulement ils rencontrent immédiatement une forte résistance, mais leur zone arrière est pilonnée par les B-52 Stratofortress et les bombardiers tactiques de la Force aérienne des États-Unis (United States Air Force - USAF). Alors que les forces américaines s'étaient désengagées du Viêt Nam le 28 janvier 1973 conformément aux accords de paix de Paris, les opérations militaires américaines au Cambodge et au Laos allaient se poursuivre jusqu'au 15 août 1973 et l'USAF était fortement engagée dans le soutien de la campagne des Forces armées nationales khmères (FANK) visant à dégager les rives du Mékong de la frontière vietnamienne jusqu'à Phnom Penh. Le 23 avril 1973, une frappe de B-52 Stratofortress au nord de la frontière entre le Mékong et le cours d'eau Hồng Ngự a capturé une grande partie de la force d'attaque, et les survivants ont rapporté avoir vu des civils impressionnés transporter les corps de plus de 100 PAVN hors de la zone:45. À la mi-avril, le 15e régiment d'infanterie, le 2e escadron de cavalerie blindée et un groupe de forces régionales contre-attaquent les PAVN. Bien que les pertes soient lourdes, le soutien de l'armée de l'air et de la marine de la République du Viêt Nam permet aux troupes de l'ARVN de dégager la rive est du Mékong, de Hồng Ngự à la frontière cambodgienne. L'attaque a infligé de lourdes pertes à la PAVN et a porté un coup dur à son moral. À la fin du mois de mai, un bataillon du 207e régiment ne compte plus que 100 hommes:45. 
Fin 1973, le général de brigade Huynh Van Lac remplace le général de division Tran Ba Di au poste de commandant de la division. Une réorganisation du 4e corps d'armée a retiré tous les Rangers du corps et a éliminé la 44e zone tactique spéciale. Ce changement oblige la division à assumer la responsabilité des provinces de Châu Đốc et du nord de Kiên Giang, ainsi que de la province de Kien Phong. Elle remet ses deux provinces méridionales de Vĩnh Long et Vĩnh Bình à la 7e division, récupère son 14e régiment, qui était sous le contrôle opérationnel de la 7e division, et remet son 15e régiment sous le contrôle opérationnel de la 21e division dans la province de Chuong Thien. Ainsi, avec deux régiments d'infanterie, le général Lac remplace l'équivalent de trois régiments de Rangers dans les districts nord des provinces frontalières. Cette opération n'a été possible que parce que la force principale de l'ennemi dans la région avait été gravement endommagée lors des batailles de Hồng Ngự et de Châu Đốc:68–9.
Du 15 février au 14 mai 1974, le 14e régiment et un bataillon du 16e régiment ainsi que des unités de la 7e division participent à la bataille de Tri Phap, attaquant une base de la PAVN dans la province de Định Tường avant que les forces de la PAVN n'y arrivent:90–6. 
En avril 1974, lors de la bataille de Svay Rieng, le 15e d'infanterie forme une force opérationnelle avec une partie du 16e escadron de cavalerie blindée sous le contrôle de la 7e division qui, avec une force opérationnelle de la 7e division, balaie la région de Elephant's Foot (10° 52′ N, 105° 54′ E) au Cambodge. En 12 jours de combat dans la zone frontalière, ces deux forces mobiles ont tué 850 soldats PAVN, en ont capturé 31, ont récupéré plus de 100 armes et ont subi moins de 300 pertes, dont 39 tués:94–5.
En 1975, parce que l'ennemi s'est concentré sur les batailles majeures dans d'autres régions militaires, ainsi que sur les unités de la 4e région militaire. La division n'a pas eu à livrer une bataille majeure, mais elle était toujours retenue par l'ennemi et incapable de fournir des renforts ailleurs. Après la chute de Saïgon, la Division se rend également sur ordre du président Duong Van Minh.

## Organisation
Unités constitutives :
- 14e régiment d'infanterie
- 15e régiment d'infanterie
- 16e régiment d'infanterie
- 90e, 91e, 92e et 93e bataillon d'artillerie
- 2e escadron de cavalerie blindée
- 60e équipe consultative américaine

## Commandants
| N° | Nom complet    | Grade                                                             | Durée du mandat   | Commentaires                                                                                        |
| -- | -------------- | ----------------------------------------------------------------- | ----------------- | --------------------------------------------------------------------------------------------------- |
|    | Bùi Dzinh      | Colonel                                                           | 1/1962-11/1963    | Démobilisé au même niveau après le coup d’État du 1er novembre 1963                                 |
| 2  | Đoàn Văn Quảng | Lieutenant-colonel (11/1963)                                      | 11/1963-2/1964    | Plus tard, général de division, chef d’état-major adjoint, général adjoint de l’état-major général; |
| 3  | Vĩnh Lộc       | Colonel Général de brigade (8/1964)                               | 2/1964-5/1965     | Plus tard, lieutenant général, chef d'état-major général 1 journée (29/4/1975)                      |
| 4  | Lâm Quang Thi  | Colonel Général de brigade (2/1966) Général de division (6/1968)  | 5/1965-7/1968     | Plus tard, lieutenant-général, commandant adjoint du 1er corps d'armée                              |
| 5  | Trần Bá Di     | Colonel Général de brigade (4/1970) Général de division (11/1972) | 7/1968-10/1973    | Plus tard, le général de division a commandé le Centre national d’entraînement Quang Trung          |
| 6  | Huỳnh Văn Lạc  | Brigadier-général                                                 | 10/1973-30/4/1975 | Dernier commandant                                                                                  |